# Дагестанская
Дагестанская (адыг. Дэгъыстан) — станица в Майкопском муниципальном районе Республики Адыгея России. Входит в Краснооктябрьское сельское поселение.

## География
Расположена на реке Курджипс, в горнолесной местности, в 23 км к югу от Майкопа.

## История
Станица основана в 1863 году,на месте адыгского селения Кой-хабль. В окрестностях станицы до сих пор сохранились старые черкесские сады. Название получила в честь 82-го Дагестанского полка. С середины 1860-х по 1868 год числилась посёлком Дагестанским. В составе Кубанской области станица входила в Майкопский отдел.

## Население
| 2002 | 2010 | 2013 | 2014 | 2015 | 2016 | 2017 |
| ---- | ---- | ---- | ---- | ---- | ---- | ---- |
| 618  | ↘530 | ↘519 | ↗525 | ↘513 | ↘493 | ↗496 |
| 2018 | 2019 | 2020 | 2021 | 2023 | 2024 |      |
| ↘495 | ↘470 | ↗480 | ↘437 | ↘426 | ↘424 |      |

По данным Всероссийской переписи населения 2021 года:
| Народ               | Численность, чел. | Доля от всего населения, % |
| ------------------- | ----------------- | -------------------------- |
| русские             | 278               | 63,62 %                    |
| армяне              | 33                | 7,55 %                     |
| другие / не указано | 126               | 28,83 %                    |
| всего               | 437               | 100,0 %                    |

## Улицы
| - Заречная, - Зелёная, - Комсомольская, - Кооперативная, - Короткая, - Короткая 1-я, - Короткая 2-я, - Красная, - Круглая, | - Лесная, - Осипова, - Пионерская, - Почтовая, - Пролетарская, - Речная, - Родниковая, - Школьная, - Южная. |